# NGC 1631
NGC 1631 est une vaste galaxie lenticulaire relativement éloignée et située dans la constellation de l'Éridan. NGC 1631 a été découverte par l'astronome britannique John Herschel en 1835.

## Caractéristiques
Sa vitesse par rapport au fond diffus cosmologique est de 9 259 ± 7 km/s, ce qui correspond à une distance de Hubble de 136,6 ± 9,6 Mpc (∼446 millions d'al).
À ce jour, une mesure non basée sur le décalage vers le rouge (redshift) donne une distance d'environ 90,600 Mpc (∼296 millions d'al). Cette valeur est à l'extérieur des valeurs de la distance de Hubble. Notons cependant que c'est avec la valeur moyenne des mesures indépendantes, lorsqu'elles existent, que la base de données NASA/IPAC calcule le diamètre d'une galaxie et qu'en conséquence le diamètre de NGC 1631 pourrait être d'environ 80,5 kpc (∼263 000 al) si on utilisait la distance de Hubble pour le calculer.